# Plantersville (Texas)
Pour les articles homonymes, voir Plantersville.
Plantersville est une ville du comté de Grimes  au Texas, aux États-Unis,.

### Source de la traduction
- (en) Cet article est partiellement ou en totalité issu de l’article de Wikipédia en anglais intitulé « Plantersville, Texas » (voir la liste des auteurs).